# AIK Fotbolls säsong 1902
Säsongen 1902 spelade AIK i deras första tävlingsserie efter att det nybildade Svenska Bollförbundet startat en fotbollsserie. AIK ställde upp med två lag i denna serie och lag ett kom fyra och lag två sist (av 7 lag), vilket innebar att andralaget flyttades ner till Klass 2 medan förstalaget fick fortsätta spela i Klass 1 säsongen därefter. AIK ställde inte upp i SM detta år, men spelade däremot om den Rosenska Pokalen, men förlorade i den andra omgången mot Gefle IF  med 5-1.

## Tabell
AIK:s lag II flyttades ner till klass 2.
|   |                | S | V | O | F | GM | IM | MS  | P  |
| - | -------------- | - | - | - | - | -- | -- | --- | -- |
| 1 | Djurgårdens IF | 6 | 6 | 0 | 0 | 36 | 1  | +35 | 12 |
| 2 | IF Swithiod    | 6 | 5 | 0 | 1 | 27 | 8  | +19 | 10 |
| 3 | IF Sleipner    | 6 | 3 | 1 | 2 | 10 | 14 | -4  | 7  |
| 4 | AIK lag I      | 6 | 3 | 0 | 3 | 17 | 11 | +6  | 6  |
| 5 | Östermalms SK  | 6 | 2 | 0 | 4 | 12 | 16 | -4  | 4  |
| 6 | Norrmalms IK   | 6 | 0 | 2 | 4 | 3  | 27 | -24 | 2  |
| 7 | AIK lag II     | 6 | 0 | 1 | 5 | 3  | 31 | -28 | 35 |

## Matcher
Visar endast förstalagets matcher.
| Datum          | Stadion | Motståndare    | Resultat | Match | Matchrapport |
| -------------- | ------- | -------------- | -------- | ----- | ------------ |
| 6 juli 1902    | Okänd   | Djurgårdens IF | 0-3      | SBK1  | Saknas       |
| 8 juli 1902    | Okänd   | AIK lag II     | 9-0      | SBK1  | Saknas       |
| 23 juli 1902   | Okänd   | Norrmalms IK   | 3-0      | SBK1  | Saknas       |
| 30 juli 1902   | Okänd   | IF Sleipner    | 0-1      | SBK1  | Saknas       |
| 5 augusti 1902 | Okänd   | Östermalms SK  | 4-2      | SBK1  | Saknas       |
| 29 juli 1902   | Okänd   | IF Swithiod    | 1-5      | SBK1  | Saknas       |
| Okänd          | Okänd   | Gefle IF       | 1-5      | RP    | Saknas       |

- RP = Rosenska Pokalen
- SBK1 = Svenska Bollförbundets serie klass 1